# Jiangdong (sockenhuvudort i Kina, Hunan Sheng, lat 25,26, long 112,26)
Jiangdong (kinesiska: 浆洞) är en sockenhuvudort i Kina. Den ligger i provinsen Hunan, i den södra delen av landet, omkring 330 kilometer söder om provinshuvudstaden Changsha. Antalet invånare är 4 106. Befolkningen består av 1 928 kvinnor och 2 178 män. Barn under 15 år utgör 23,0 %, vuxna 15-64 år 67 %, och äldre över 65 år 9,0 %.
Runt Jiangdong är det ganska tätbefolkat, med 149 invånare per kvadratkilometer. Närmaste större samhälle är Suocheng, 11,8 km väster om Jiangdong. I omgivningarna runt Jiangdong växer i huvudsak blandskog.
Genomsnittlig årsnederbörd är 2 083 millimeter. Den regnigaste månaden är maj, med i genomsnitt 335 mm nederbörd, och den torraste är oktober, med 43 mm nederbörd.